# البيان الرسمي حول اليهود

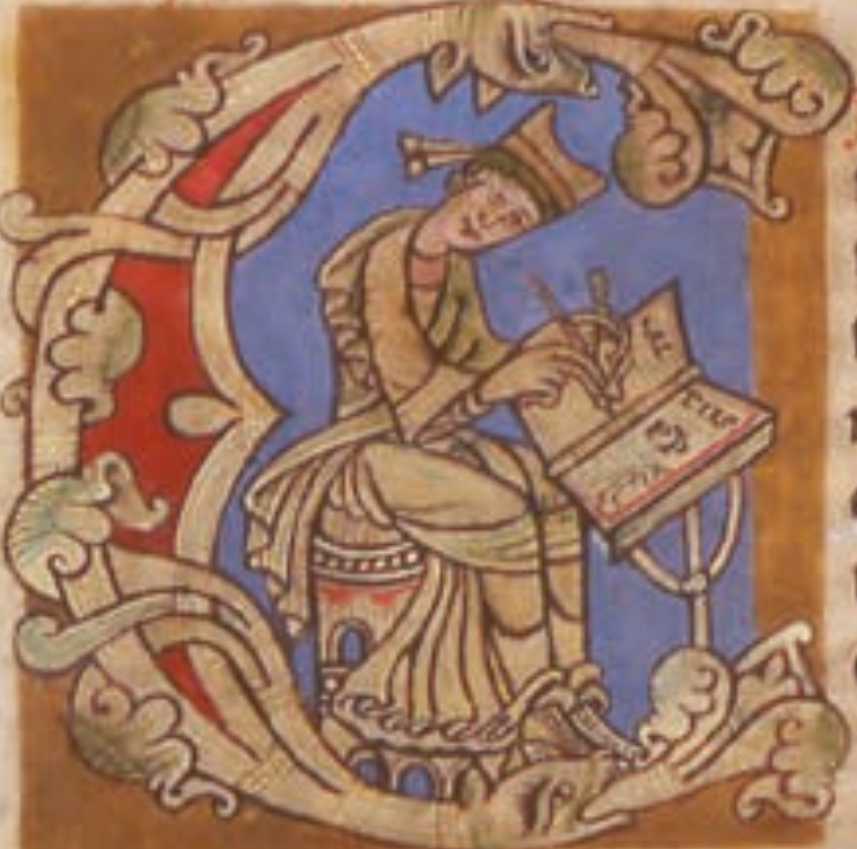
منمنمة تمثل البابا كاليستوس الثاني في مقدمة مخطوطة كاليكستينوس

البيان الرسمي حول اليهود (باللاتينيَّة:Constitution pro Judæis) هو مرسوم بابوي حدد الموقف الرسمي للبابوية الكاثوليكية فيما يتعلق بمعاملة اليهود.
صدر المرسوم الأول في عام 1120 من قبل البابا كاليكستوس الثاني والذي كان يهدف إلى حماية اليهود. كان الدافع وراء إصدار المرسوم الحملة الصليبية الأولى، حيث تم ذبح أكثر من خمسة آلاف يهودي في أوروبا. وقد استخدم البابا غريغوري الأول في كلمة موجهة إلى أسقف نابولي، كلمة (باللاتينية: Judæis، نقحرة: جوديوس) والتي تعني «بالنسبة لليهود». وفي ذلك الوقت أكد البابا غريغوري الأول (590-604) أن اليهود يحق لهم «التمتع بحريتهم المشروعة».
وأكد مرسوم حماية اليهود من قبل العديد من الباباوات بما في ذلك البابا ألكسندر الثالث، وسلستين الثالث (1191-1198)، وإينوسنت الثالث (1199)، وهونريوس الثالث (1216)، وغريغوري التاسع (1235)، وإنوسنت الرابع (1246)، وألكسندر الرابع (1255)، وأوربان الرابع (1262) وغريغوري العاشر (عام 1272 وعام 1274)، ونيكولا الثالث، ومارتين الرابع (1281)، وهونيروس الرابع (1285-1287)، ونقولا الرابع (1288-1292)، وكليمنت السادس (1348)، وأوربان الخامس (1365)، وبونيفاس التاسع (1389)، ومارتن الخامس (1422) ونقولا الخامس (1447).
ومنع المرسوم البابوي المسيحيين إجبار اليهود على التحول إلى المسيحية، وإيذاء اليهود، وأخذ ممتلكاتهم، وإزعاجهم خلال الاحتفال بأعيادهم، ومن التدخل في مقابرهم. وتم فرض عقوبة الحرمان الكنسي على المسيحيين الذين يقومون بمضايقة اليهود. ولم يكن مرسوم عام 1120 أول تعبير بابوي ضد سوء معاملة اليهود. في عام 1065، على سبيل المثال، كتب البابا الكسندر الثاني لكل من الفيكونت ناربون، وأسقف مدينة أربونة، رسالة مشيداً لهم لأنهما منعا مذبحة ضد اليهود في منطقتهم، وقام بتذكيرهم بأن الله لا يوافق على سفك الدم. وفي عام 1065 أيضاً، قام البابا الكسندر الثاني بتنبيه ألكساندر لاندولف السادس من بينيفنتو «أن تحويل اليهود لا يمكن أن يكون بالقوة».

## المرسوم

### مقتطفات من المرسوم
يعد مرسوم البابا ألكسندر الثالث (1159-1181) أقدم نسخة موجودة من المرسوم. والمقتطفات التالية هي ترجمة من المرسوم:
"يجب أن لا يعاني [اليهود] من أي تحامل. نحن، وبسبب وداعة التقوى المسيحية، والحفاظ على منهج خطى أسلافنا من الذاكرة السعيدة. الحبر الأعظم الروماني كاليكستوس، ويوجين، وألكساندر، وكليمنت، يعترفون بطلبهم، ونحن نمنحهم قوة الحماية لدينا.
لا يجوز لأي مسيحي استخدام العنف إجبارهم -اليهود- على المعمودية، طالما أنه يرفض أو لا يريد. ولكن، إذا كان أي واحد منهم، ومن أجل الإيمان، توجه إلى المسيحيين، بمجرد أن يصبح اختياره واضحاً، دعه يكون مسيحياً بدون أي خجل.
لا يجوز لأي مسيحي جَرح أي يهودي أو قتله أو سلب أمواله أو تغيير العادات الجيدة التي كان يتمتع فيها حتى الآن في المكان الذي يعيش فيه.
بالإضافة إلى ذلك، خلال الاحتفال بأعيادهم الخاصة، لا ينبغي لأحد أن يزعجهم بأي شكل من الأشكال..
... نقرر... أنه لا ينبغي لأحد أن يجرؤ على تشويه أي مقبرة يهودية، ولا من أجل الحصول على المال، لإخراج الجثث بمجرد دفنها".